# Payrin-Augmontel
Payrin-Augmontel ist eine französische Gemeinde mit 2193 Einwohnern (Stand: 1. Januar 2022) im Département Tarn in der Region Okzitanien. Sie gehört zum Arrondissement Castres und zum Kanton Mazamet-1 (bis 2015: Kanton Mazamet-Nord-Est).

## Lage
Payrin-Augmontel liegt an den nördlichen Ausläufern der Montagne Noire (dt. „Schwarzes Gebirge“) am Fluss Thoré. Die Gemeinde befindet sich etwa zwölf Kilometer südöstlich von Castres. Umgeben wird Payrin-Augmontel von den Nachbargemeinden Noailhac im Norden, Pont-de-Larn im Osten, Aussillon im Süden, Aiguefonde im Südwesten, Caucalières im Westen sowie Valdurenque im Nordwesten.

## Bevölkerungsentwicklung
| 1962 | 1968 | 1975 | 1982 | 1990 | 1999 | 2006 | 2012 |
| ---- | ---- | ---- | ---- | ---- | ---- | ---- | ---- |
| 1126 | 1208 | 1452 | 1752 | 2028 | 2002 | 2127 | 2201 |

## Sehenswürdigkeiten
- Reste des Klosters Notre-Dame d'Ardorel